# Rufí Gennadi Probe Orestes (cònsol 530)
Rufí Gennadi Probe Orestes   (segle V - valor desconegut) va ser un aristòcrata i polític romà. Va ser nomenat cònsol del Senat durant l'any 530, càrrec que va ocupar juntament amb Flavi Lampadi. Johannes Sundwall creia que Orestes era fill de Rufi Magne Faust Aviè, cònsol de l'any 502, i aquesta opinió ha estat recolzada per escriptors més recents.

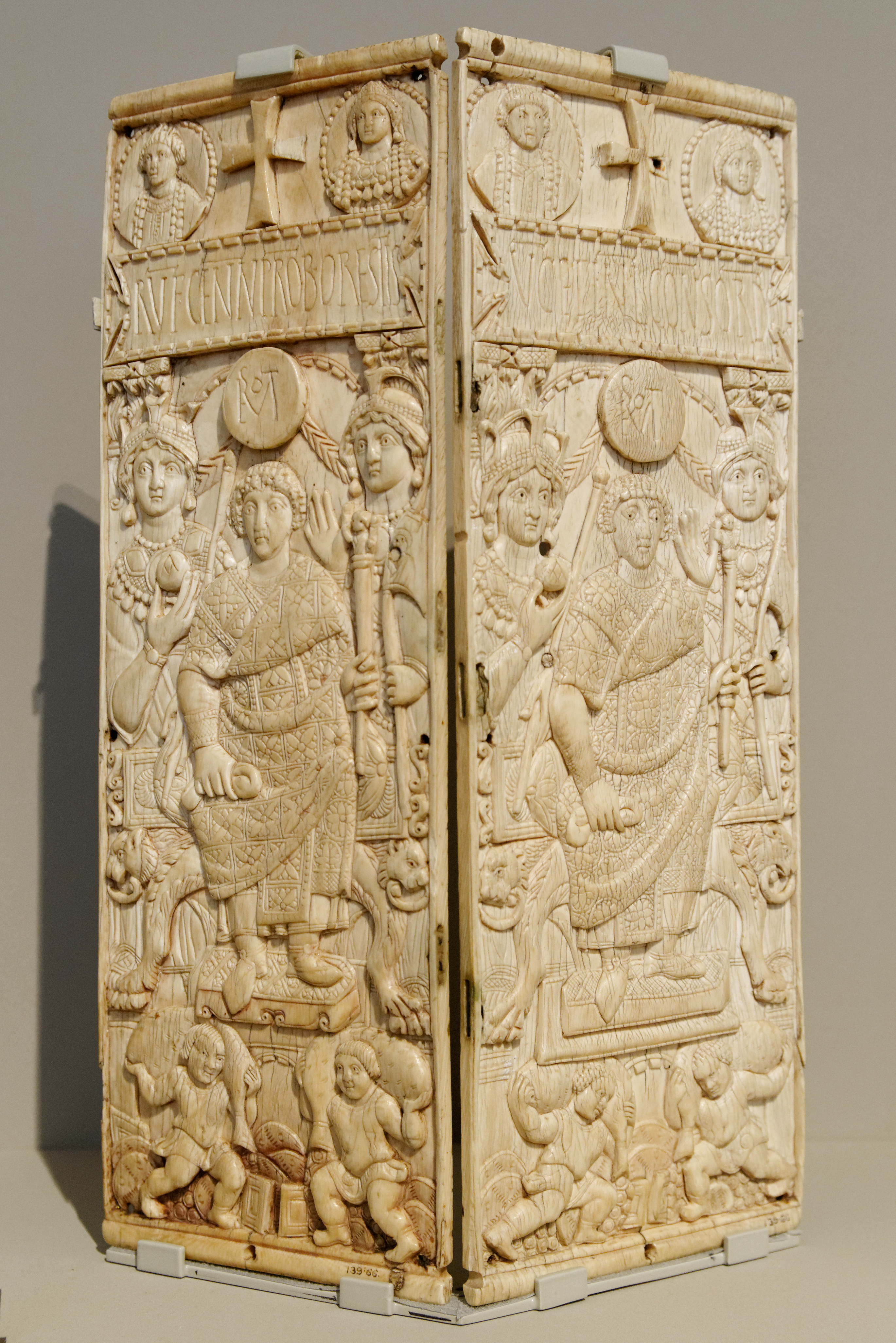
Díptic consular de Rufí Gennadi Probe Orestes, museu Victòria i Albert.

El 17 de desembre de 546, Orestes era a Roma quan el rei ostrogot Tòtila va conquerir la ciutat. Orestes, Anici Olibri (que havia estat cònsol el 526), Anici Màxim (que havia estat cònsol el 523) i altres patricis van buscar refugi a l'antiga basílica de Sant Pere. Més tard es va unir a un grup de refugiats que van seguir l'exèrcit romà d'Orient fins a Portus, però van ser capturats i van ser portats a la Campània. L'any següent, quan uns soldats imperials patrullaven a la Campània i es van trobar amb els senadors capturats. Alguns d'ells van ser alliberats i posteriorment enviats a Sicília, Rufí va quedar enrere per manca de cavalls. Orestes encara era presoner dels ostrogots quan Narses va conquerir Roma el 552; els senadors es preparaven per tornar a Roma, però, enfurismats per la mort de Tòtila, els gots que els custodiaven els van matar a tots.